# Братська могила, в якій поховано 97 воїнів що загинули при визволенні Кривого Рогу в лютому 1944 р.
Пам’ятка знаходиться по вул. Неруди, 3, біля будинків колишнього військового містечка №1, у Центрально-Міському районі м. Кривий Ріг. 

## Передісторія

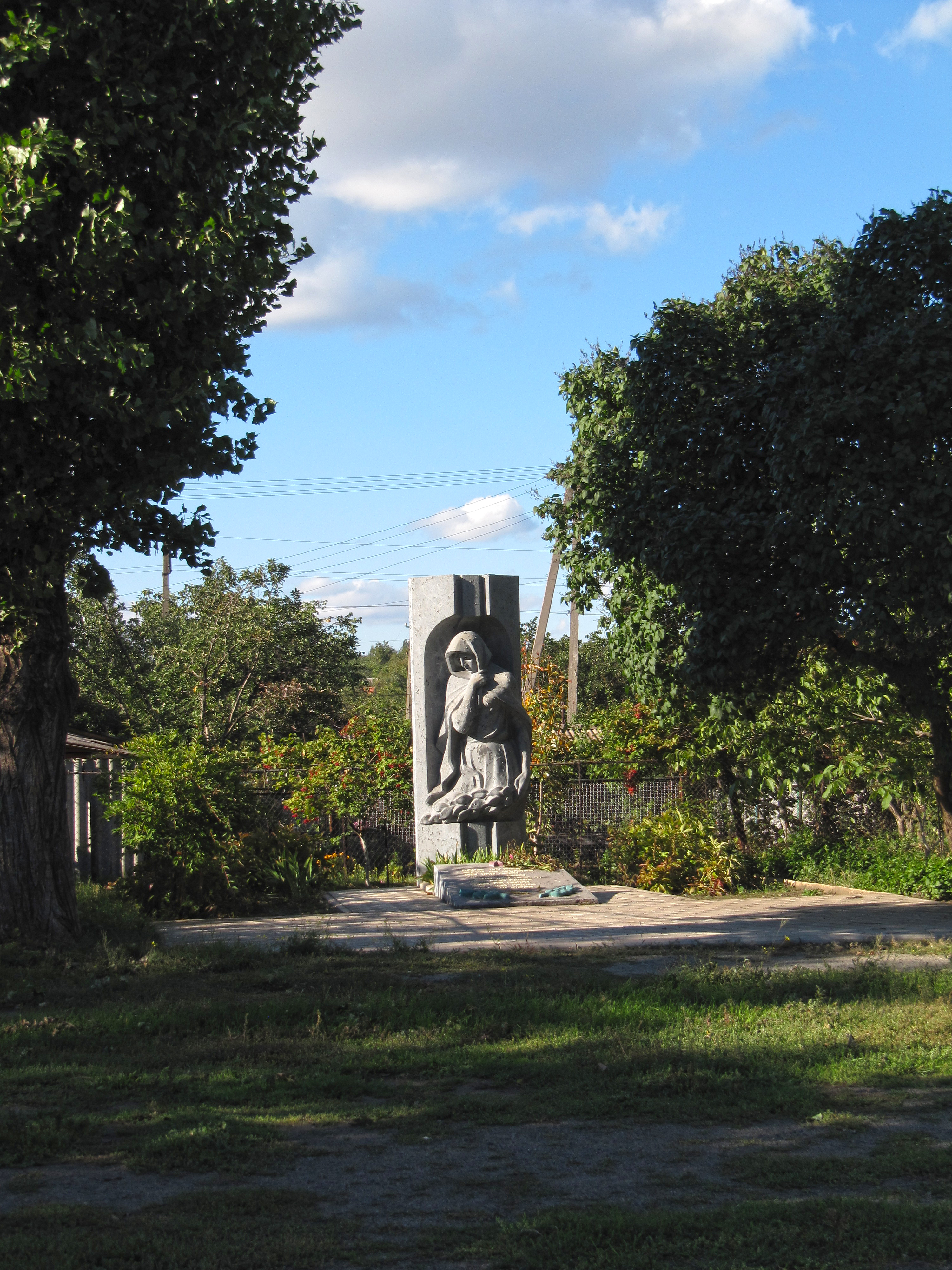
Братська могила, в якій поховано 97 воїнів що загинули при визволенні Кривого Рогу в лютому 1944р.

Пам’ятка пов’язана з подіями Другої світової війни. 22 лютого 1944 р. частинами 46-ї армії було визволено район цегляного заводу м. Кривий Ріг. В братській могилі поховані воїни-визволителі, що загинули в боях з окупантами за вищезгадані території. Захоронення створено у лютому 1944 р.
У 1956 р. на місці поховання встановлено меморіальну тумбу з цегли.
Рішенням Дніпропетровського облвиконкому від 08.08.1970 р. № 618 пам’ятка була взята на державний облік з охоронним номером 1658.
У 1994 р. була проведена реконструкція пам’ятки – встановлено барельєф «Скорботна мати», скульптор – К. Козловський.
За даними краєзнавця В. П. Бухтіярова у братський могилі поховано  37 радянських воїнів. Прізвища 9 осіб встановлено. Це переважно танкісти з 23-го танкового корпусу генерала Пушкіна та бійці 4-ї гвардійської дивізії полковника Кухаренка. Під час операції зі звільнення міста військовослужбовці згаданих підрозділів допомагали полоненим табору № 338.
Відповідно до списку увічнених воїнів, опублікованому на сайті  http://www.krivoyrog-poshuk.ho.ua [Архівовано 25 лютого 2020 у Wayback Machine.], станом на 2017 рік встановлено дані щодо 9 загиблих воїнів-визволителів Криворіжжя, похованих у братській могилі.
Згідно з даними Центрально-Міського райвійськкомату за 1992 р., розміщеними на сайті https://www.webcitation.org/67YAQ3miH?url=http://www.obd-memorial.ru/, встановлено прізвища 9 загиблих воїнів-визволителів з усіх похованих у братській могилі.

## Пам’ятка
Загальна площа об’єкту 32,62 кв. м. Братська могила у вигляді двох квітників шириною 1,70 м та довжиною 5,00 м кожний, які сполучаються з заднього боку скульптурної композиції, ширина сполучення 2,10 м, довжина 2,80 м. 
На братській могилі на шестигранному п’єдесталі розмірами 0,64х1,10х0,37 м встановлено барельєф «Скорботна мати», виготовлений з залізобетону та пофарбований у сірий колір. Скульптура розмірами  3,00х1,10х0,37 м. у вигляді жіночої фігури, вбраної у сукню з відкритими рукавами та полотняну накидку, з хустинкою, яку підтримує правою рукою, а лівою, опущеною вдовж тіла – тримає лаврову гілку. Жінка зображена вище колін, у півоберта. Барельєф розміщено у напівсферичному заглибленні.
Перед п’єдесталом встановлено меморіальну гіпсову прямокутну  плиту розмірами 1,54х1,10 м, вкриту шаром сірої фарби. На плиті розміщено прізвища, імена та по батькові загиблих виконані російською мовою у 9 рядків пластиковими літерами (висота літер 0,04 м). Вгорі над написом гіпсова п’ятипроменева зірка, пофарбована червоним, знизу дві гіпсові лаврові гілки, пофарбовані в зелений колір (довжина гілки 0,46 м).
Територія об’єкту має форму перевернутої літери «Т» зі сторонами 2,90х2,80 м, перекладина – 3,50х6,20 м, вимощена фігурною тротуарною плиткою, обмежена залізобетонним бордюром.